# Cheiracanthium bantaengi
Cheiracanthium bantaengi es una especie de araña del género Cheiracanthium, familia Cheiracanthiidae, suborden Araneomorphae. Fue descrita científicamente por Merian en 1911.

## Distribución
Se distribuye por Indonesia.